# Roodbrauwdiamantvogel
De roodbrauwdiamantvogel (Pardalotus rubricatus) is een zangvogel uit de familie Pardalotidae (diamantvogels).

## Verspreiding en leefgebied
Deze soort komt voor in Australië en telt twee ondersoorten:
- P. r. rubricatus: noordelijk, centraal en westelijk Australië.
- P. r. yorki: Kaap York-schiereiland en noordoostelijk Australië.

## Status
De grootte van de populatie is niet gekwantificeerd maar de soort wordt omschreven als vrij algemeen behalve in het oosten. Op de Rode lijst van de IUCN heeft deze soort de status niet bedreigd.